# Polypedates bengalensis
Polypedates bengalensis — вид жаб родини веслоногих (Rhacophoridae). Описаний у 2019 році.

## Поширення
Ендемік Індії. Поширений у штаті Західний Бенгал на сході країни. 

## Опис
Самці завдовжки 47-53 мм, самиці - до 72 мм. 